# تشارلز ويزلي ويلدون
تشارلز ويزلي ويلدون هو محامي وسياسي كندي، ولد في 27 فبراير 1830 في Richibucto ‏ في كندا، وتوفي في 12 يناير 1896. نشط حزبياً في الحزب الليبرالي الكندي. وقد انتخب عضو مجلس العموم الكندي.